# Frank Mariman
Frank Mariman, né le 1er mai 1958 à Anvers, est un footballeur international belge actif durant les années 1970 et 1980. À l'exception d'une saison, il joue durant toute sa carrière pour le Royal Antwerp Football Club, au poste de défenseur latéral gauche.

## Carrière en club
Frank Mariman s'affilie dès l'âge de sept ans au Royal Antwerp Football Club, un des deux principaux clubs de sa ville natale, Anvers. De 1965 à 1975, il évolue dans les catégories d'âge du club, jusqu'à atteindre l'équipe première. Le jeune arrière gauche joue régulièrement dans le onze de base et participe notamment à deux rencontres de Coupe UEFA 1975-1976. À partir de la saison 1977-1978, il devient le titulaire indiscutable à son poste et prend part à pratiquement toutes les rencontres du club, aussi bien en championnat qu'en Coupe de Belgique. En décembre 1981, il est appelé pour la première fois en équipe nationale belge pour disputer un match amical en Espagne. Ce sera sa seule sélection internationale.
Durant la préparation de la saison à l'été 1984, Frank Mariman se blesse grièvement et reste un an sans jouer. Lorsqu'il revient dans l'équipe, il a perdu sa place de titulaire. La direction anversoise décide de le prêter au KV Courtrai pour la saison 1985-1986, afin de lui permettre de retrouver du temps de jeu. Il y est régulièrement titulaire et revient ensuite à l'Antwerp où il ne parvient cependant pas à revenir dans le onze de base. Il est victime d'une nouvelle blessure en septembre 1989 et, voyant une nouvelle longue indisponibilité se profiler, il décide de mettre un terme à sa carrière de joueur, avec plus de 300 matches de première division joués en quinze ans.

### Statistiques
| Saison                | Club                  | Championnat           | Championnat | Championnat | Coupe(s) nationale(s) | Coupe(s) nationale(s) | Compétition(s) continentale(s) | Compétition(s) continentale(s) | Compétition(s) continentale(s) | Total | Total |
| Saison                | Club                  | Division              | M.          | B.          | M.                    | B.                    | Comp.                          | M.                             | B.                             | M.    | B.    |
| 1975-1976             | R. Antwerp FC         | Division 1            | 15          | 0           | 2                     | 0                     | C3                             | 2                              | 0                              | 19    | 0     |
| 1976-1977             | R. Antwerp FC         | Division 1            | 11          | 0           | 1                     | 0                     | -                              | 0                              | 0                              | 12    | 0     |
| 1977-1978             | R. Antwerp FC         | Division 1            | 33          | 0           | 3                     | 0                     | -                              | 0                              | 0                              | 36    | 0     |
| 1978-1979             | R. Antwerp FC         | Division 1            | 34          | 2           | 1                     | 0                     | -                              | 0                              | 0                              | 35    | 2     |
| 1979-1980             | R. Antwerp FC         | Division 1            | 32          | 1           | 2                     | 0                     | -                              | 0                              | 0                              | 34    | 1     |
| 1980-1981             | R. Antwerp FC         | Division 1            | 33          | 0           | 5                     | 0                     | -                              | 0                              | 0                              | 38    | 0     |
| 1981-1982             | R. Antwerp FC         | Division 1            | 34          | 1           | 7                     | 0                     | -                              | 0                              | 0                              | 41    | 1     |
| 1982-1983             | R. Antwerp FC         | Division 1            | 23          | 0           | 2                     | 0                     | -                              | 0                              | 0                              | 25    | 0     |
| 1983-1984             | R. Antwerp FC         | Division 1            | 12          | 0           | 2                     | 0                     | C3                             | 2                              | 0                              | 16    | 0     |
| 1984-1985             | R. Antwerp FC         | Division 1            | 0           | 0           | 0                     | 0                     | -                              | 0                              | 0                              | 0     | 0     |
| 1985-1986             | KV Courtrai           | Division 1            | 28          | 0           | 0                     | 0                     | -                              | 0                              | 0                              | 28    | 0     |
| 1986-1987             | R. Antwerp FC         | Division 1            | 17          | 0           | 1                     | 0                     | -                              | 0                              | 0                              | 18    | 0     |
| 1987-1988             | R. Antwerp FC         | Division 1            | 20          | 1           | 1                     | 0                     | -                              | 0                              | 0                              | 21    | 1     |
| 1988-1989             | R. Antwerp FC         | Division 1            | 16          | 0           | 2                     | 0                     | -                              | 0                              | 0                              | 18    | 0     |
| 1989-1990             | R. Antwerp FC         | Division 1            | 3           | 0           | 1                     | 0                     | -                              | 0                              | 0                              | 4     | 0     |
| Total sur la carrière | Total sur la carrière | Total sur la carrière | 311         | 5           | 30                    | 0                     | -                              | 4                              | 0                              | 345   | 5     |

## Carrière en équipe nationale
Dès ses débuts avec l'équipe première de l'Antwerp en 1975, Frank Mariman est convoqué chez les juniors UEFA. Il joue six rencontres avec cette équipe, étalées sur deux ans. De 1977 à 1979, il dispute quatorze matches avec les espoirs.
Bien qu'il ait été un joueur de base dans ces deux catégories d'âge, Frank Mariman ne compte qu'une convocation et un match joué en équipe nationale belge. Il est appelé pour disputer un match amical à Valence face à l'Espagne le 16 décembre 1981. Il commence le match sur le banc et remplace Eric Gerets peu avant la mi-temps. Le match se conclut par une défaite 2-0 des Belges.

### Liste des sélections internationales
Le tableau ci-dessous reprend toutes les sélections de Frank Mariman. Le score de la Belgique est toujours indiqué en gras.
| Date       | Compétition  | Adversaire | Lieu    | Score | Remarque |
| ---------- | ------------ | ---------- | ------- | ----- | -------- |
| 16/12/1981 | Match amical | Espagne    | Valence | 2-0   | 42e      |